# Arco dei Gavi
L'arco dei Gavi, situato lungo l'antica via Postumia a Verona, poco fuori dalle mura della città romana, è un rarissimo caso di arco onorario e monumentale a destinazione privata nell'architettura romana. Venne infatti realizzato intorno alla metà del I secolo per celebrare la gens Gavia.
Durante il Rinascimento questa fu una delle più apprezzate tra le antichità veronesi, anche grazie alla presenza della firma di un Vitruvio, che rievoca il noto architetto romano autore del trattato De architectura. Il monumento fu quindi descritto da umanisti e antiquari, dettagliatamente riprodotto e studiato nei rapporti proporzionali e nelle decorazioni, infine ripreso come modello da architetti e pittori, quali Palladio, Sangallo, Serlio, Falconetto, Sanmicheli, ma anche Bellini e Mantegna. Grande influenza ebbe in particolare sull'arte veronese, venendo copiato lo schema complessivo per la realizzazione di portali, altari e cappelle nelle principali chiese di Verona.
L'arco non sorge più nella sua posizione originaria in quanto venne demolito dal Genio Militare francese nel 1805, tuttavia i numerosi rilievi che erano stati prodotti precedentemente resero possibile la sua ricomposizione per anastilosi e restauro nel 1932, quando venne ricollocato nella piazzetta di Castelvecchio, dove si trova tutt'oggi.

## Storia
L'arco dei Gavi venne commissionato dalla famiglia dei Gavi all'architetto Vitruvio Cerdone e realizzato verso la fine del regno di Augusto o al massimo nei primissimi anni di regno di Tiberio, quindi nella prima metà del I secolo. Inizialmente interpretato come monumento funerario o cenotafio per la sua collocazione sulla via dei sepolcri, molto probabilmente la sua funzione era la medesima di quella di molti altri archi provinciali, ovvero di monumento simbolico delle libertà municipali che si era soliti erigere in occasione di un avvenimento di grande importanza per la città.

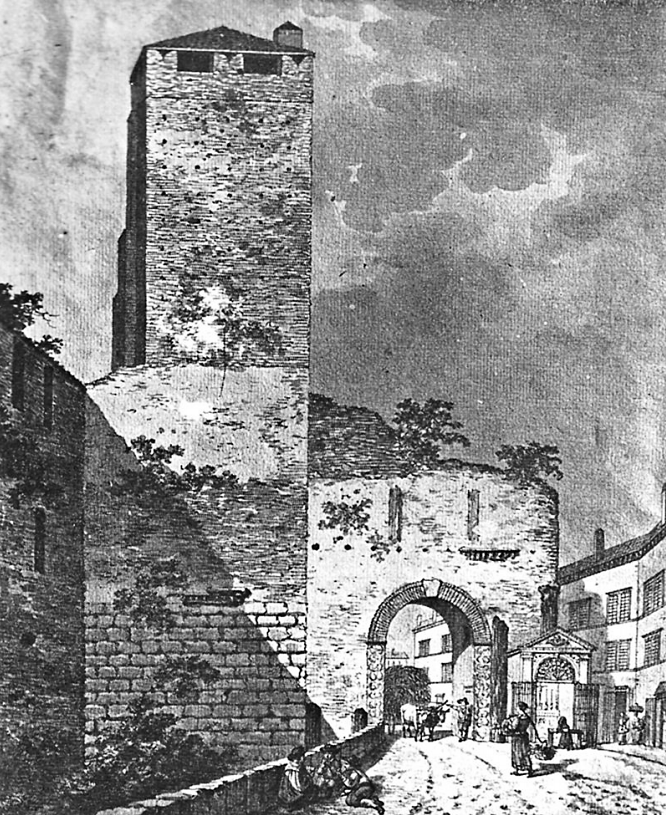
Disegno di autore ignoto prodotto nel XVIII secolo, quando l'arco si trovava ancora nella sua posizione originaria, di fianco alla torre di Castelvecchio

Eretto lungo la via Postumia come monumento isolato, più tardi venne spogliato degli elementi decorativi e venne inglobato nella nuova cinta comunale, costruita a partire dal XII secolo lungo la depressione dell'Adigetto, dall'attuale Ponte Aleardi fino alla fortificazione che sorgeva al posto di Castelvecchio: l'arco cambiò quindi la sua funzione, venendo utilizzato come porta urbica con il nome di porta di San Zeno. Durante la Signoria Scaligera venne inserito nel sistema difensivo di Castelvecchio, edificato nella seconda metà del XIV secolo, tanto che un fianco venne parzialmente inglobato nella torre dell'Orologio, mentre sull'altro fianco si appoggiò la muraglia il cui camminamento passava sopra l'antico monumento. Nel vano interno trovò spazio perfino un posto di guardia. A questo cambio di destinazione d'uso e serie di trasformazioni si deve il sacrificio dei alcune parti del coronamento del monumento, necessario per una più efficiente sistemazione difensiva del cammino di ronda.
Solo durante il periodo di governo della Serenissima, che finanziò la costruzione delle mura veneziane, l'edificio perse definitivamente la sua funzione difensiva e di porta urbica, rimanendo comunque un passaggio obbligato lungo l'asse che dalla nuova porta Palio portava nel cuore della città. Nel 1550 la Repubblica Veneta cedette a privati l'area intorno all'edificio, compreso due botteghe che erano sorte al suo interno. Il nuovo proprietario decise di liberare il monumento tramite la demolizione delle mura medievali e delle casupole che vi si addossavano, infine edificò le sue case mantenendo una distanza di rispetto dall'arco.
Nel 1805, durante l'occupazione napoleonica, il Genio Militare francese decretò e attuò lo smontaggio del monumento per ragioni di sicurezza militare e di viabilità: l'arco venne quindi accuratamente rilevato in tutti i suoi elementi lapidei e decorazioni in modo da consentire una sua successiva ricostruzione, venne smontato e i blocchi furono in un primo momento abbandonati in piazza Cittadella, dove subirono alcuni danni e asportazioni, infine depositati al sicuro negli arcovoli dell'Arena. La parte basamentale della struttura, invece, non venne rimossa in quanto nel corso dei secoli si era interrata e non era quindi di impedimento per la circolazione. L'architetto veronese Giuseppe Barbieri, inoltre, nel 1812 fece modellare in legno e in scala ridotta tutti i singoli conci di pietra, dopodiché ricompose con grande cura l'arco in miniatura: il modello, che è oggi conservato presso il museo archeologico al teatro romano, sarebbe stato particolarmente prezioso per i successivi lavori di ripristino.

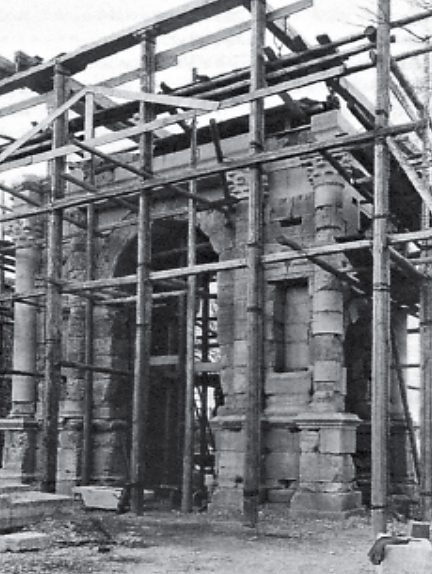
Fotografia che ritrae i lavori di ricomposizione per anastilosi e restauro dell'arco dei Gavi nel 1932

L'ipotesi di ricomporlo venne promossa per la prima volta nel 1920 dall'Ispettore dei monumenti Antonio Avena, anche se la proposta accese le polemiche circa l'ubicazione in cui ricostruirlo e la metodologia di restauro da adottare. Dopo anni di proposte si decise di ricomporlo per anastilosi, di collocarlo nella piazza a lato di Castelvecchio e di integrare le parti mancanti. I lavori furono autorizzati nel 1931 e seguiti da Antonio Avena e Carlo Anti, mentre l'attico, che era mancante, venne ridisegnato da Ettore Fagiuoli, che si basò sui disegni di Andrea Palladio e i rilievi effettuati prima dello smontaggio del 1805. L'arco venne finalmente inaugurato il 28 ottobre 1932, come parte delle celebrazioni del decimo anniversario della marcia su Roma.
Durante alcuni lavori ai piedi del monumento, iniziati nel 2011, è stata infine scoperta la cosiddetta domus di Castelvecchio, il cui elemento meglio conservato, un pavimento in mosaico policromo caratterizzato da un motivo decorativo geometrico, è stato collocato presso la Sala Boggian del museo di Castelvecchio.

### Committente
Molto probabilmente Verona è stata la città natale della più nota famiglia veronese di epoca romana, la gens Gavia, allora conosciuta anche in altre città italiane. I nomi di alcuni componenti della famiglia si possono trovare incisi in una loggia del teatro romano di Verona e in un'iscrizione che ricorda che un membro della gens Gavia provvide, per testamento, alla costruzione di un acquedotto; lo stesso arco dei Gavi prende il nome dalla famiglia veronese che lo fece erigere, come conferma la scritta dedicatoria CURATORES L[ARUM] V[ERONENSIUM IN HONOREM ...] GAVI CA... DECURIONUM DECRETO.
Sui piedistalli delle nicchie, che originariamente contenevano le statue dei committenti, erano indicati i nomi di quattro membri della famiglia Gavia: i nomi ancora leggibili sono quelli di Caio Gavio Strabone, Marco Gavio Macrone (entrambi figli di un Caio Gavio) e Gavia, figlia di Marco Gavio; un quarto nome è invece andato perduto. La perdita quasi completa dell'iscrizione principale nel fregio della trabeazione impedisce però di conoscere chi finanziò la costruzione dell'arco, se il municipio o, come appare più probabile, uno dei membri della stessa famiglia.

### Progettista

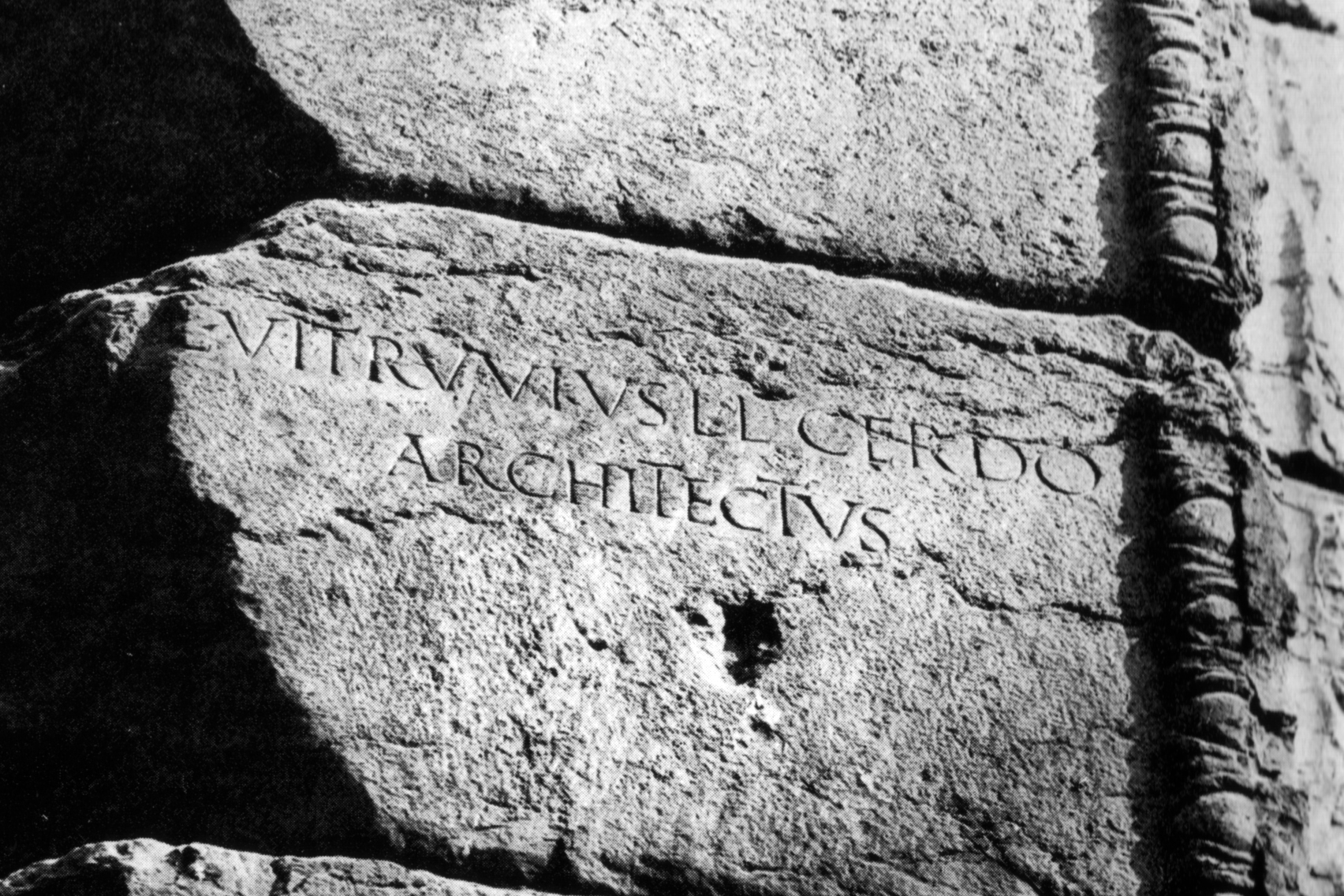
Iscrizione recante il nome dell'architetto del monumento veronese

Il progettista dell'arco ha lasciato la propria firma su due iscrizioni nella faccia interna dei pilastri, circostanza che ci consente di conoscere il nome dell'architetto di questo monumento, caso estremamente poco frequente nelle architetture romane: l'iscrizione in grafia latina riporta infatti la scritta L(UCIUS) VITRUVIUS L(UCI) L(IBERTUS) CERDO ARCHITECTUS. La duplice firma venne studiata in modo che ne fosse consentita la lettura sia in entrata che in uscita dalla città, per cui l'architetto era talmente celebre che la municipalità consenti o addirittura richiese la sua duplice sigla. Il ritrovamento del nome dell'architetto romano, probabilmente merito di Andrea Mantegna, che riprodusse l'epigrafe all'interno della cappella Ovetari a Padova, costituì un evento cruciale per gli artisti e architetti rinascimentali, anche perché l'arco rispondeva meglio al gusto e ai problemi di ritmo perseguiti in quel periodo rispetto ad altri monumenti veronesi come, per esempio, la vicina porta Iovia.
L'architetto Lucio Vitruvio Cerdone, come indica il nome Cerdone, fu uno schiavo greco liberato da un cittadino romano di nome Lucio Vitruvio. Secondo diversi studiosi il gentilizio Vitruvius potrebbe richiamare a Vitruvio, architetto e trattatista vissuto ai tempi di Giulio Cesare e morto molto anziano sotto il regno di Augusto, autore del trattato in dieci libri di architettura che proprio durante il Rinascimento acquisì una grande notorietà e che conseguentemente attirò numerosi studiosi ad analizzare accuratamente la fabrica veronese. Si ipotizza, quindi, che Vitruvio Cerdone possa essere uno schiavo liberato dal più noto degli architetti dell'Antica Roma, anche in considerazione del fatto che l'architetto dell'arco dei Gavi applica diversi principi teorici fondamentali del trattato vitruviano: l'ordinatio, che sarebbe la razionale subordinazione delle singole parti, con il preciso disegno di ogni blocco lapideo; la dispositio, che è il rapporto delle singole parti rispetto all'intera struttura, attraverso l'ausilio di disegni geometrici in pianta e in alzato per la fase di progettazione e di un sistema di siglatura per la guida delle fasi esecutive; la symmetria, ovvero un sistema di rapporti proporzionali che interessa la struttura a tutte le scale, dalla più ampia della forma architettonica fino a quella di dettaglio dell'apparato decorativo, e che si fonda sul modulo.

## Descrizione

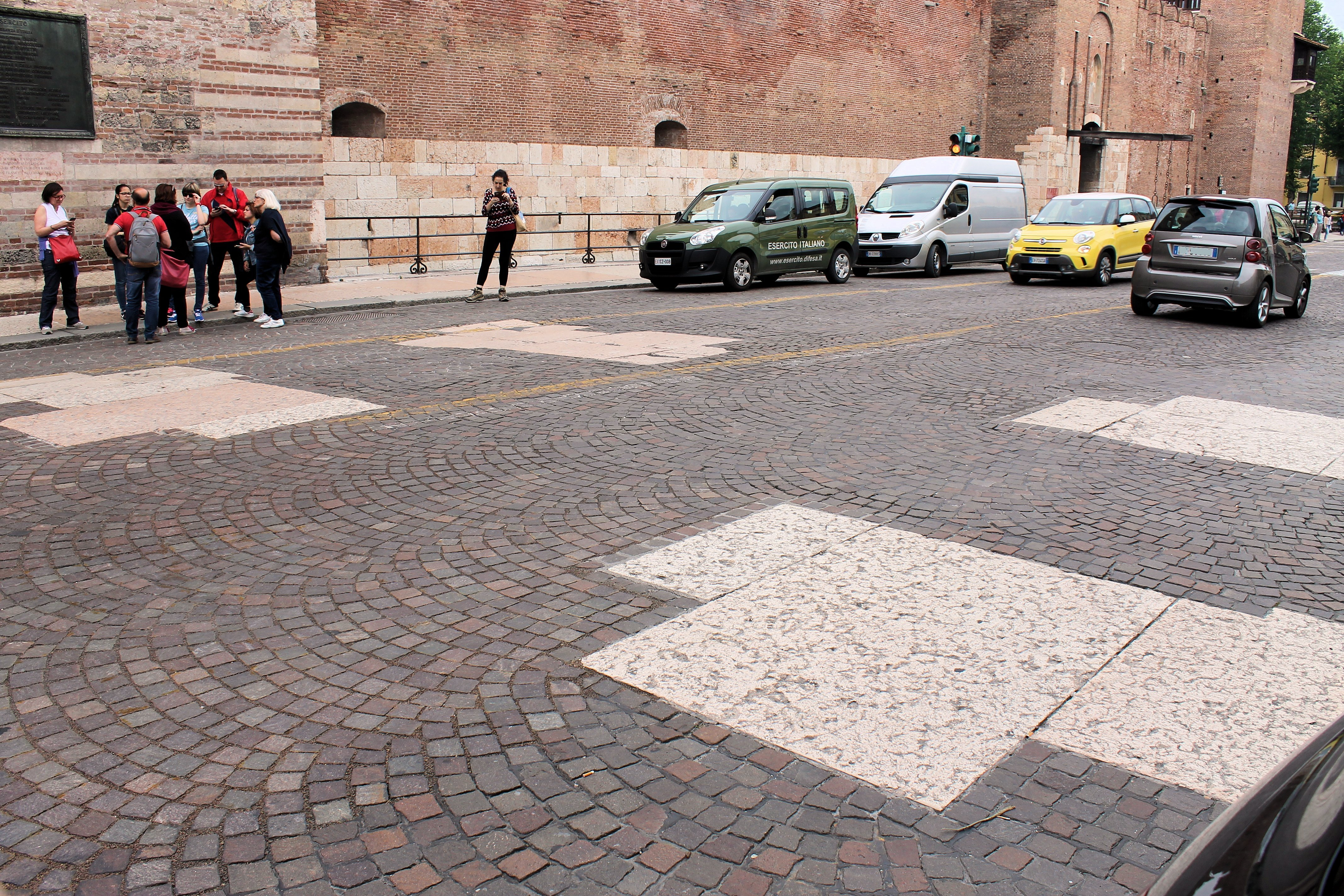
Posizione originaria dell'Arco, individuabile grazie alla differente pavimentazione del manto stradale, oltre che da una targa posta sulla torre dell'Orologio di Castelvecchio

### Contesto
L'arco dei Gavi venne eretto fuori dalle mura della città, nel punto di incrocio tra la via Postumia e il probabile limite del pomerium, confine esterno della città che doveva correre lungo l'avvallamento naturale scavato in tempi remoti dal fiume Adige, separando il terrazzo alluvionale su cui sorgeva Verona romana dall'agro. Si trovava quindi in area suburbana, in prossimità del punto in cui la via Gallica si congiungeva alla Postumia e a circa 550 metri da porta Borsari.
La posizione gli attribuiva la duplice funzione di anticipare la porta urbica da un lato, e di ingresso monumentale al sepolcreto che era sorto lungo la strada, dall'altro. Il luogo in cui venne realizzato lo fece apparire come una quinta scenografica ed elemento di cesura tra città e campagna: giungendo dalla campagna, infatti, aveva come sfondo le mura della città e lo scenario del monumentale colle San Pietro, su cui sorgevano il teatro cittadino e un tempio pagano.
La pianta quadrifronte e la larghezza dei fornici può confermare come si trovasse quasi sicuramente all'incrocio di due percorsi. Oltre al passaggio della via Postumia attraverso il fronte principale, che è largo 12 piedi romani e consentiva il passaggio di due carri, si trovava quindi un asse stradale perpendicolare al primo che attraversava l'edificio lungo il fronte minore. In questo caso, infatti, la larghezza dei fornici è di soli 9 piedi, misura tipica delle strade secondarie, e la pavimentazione doveva essere in terra battuta o ghiaia, al contrario di quella in basolato rinvenuta lungo l'asse principale.
Questo percorso secondario faceva verosimilmente parte della rete stradale suburbana della città, che proprio in questa zona fu protagonista dell'espansione edilizia al di fuori delle mura, come dimostra la scoperta, non molto distante dalla posizione originaria dell'arco, della domus di Castelvecchio. Il fatto che esso si trovasse in uno dei punti più vicini della Postumia alla riva dell'Adige lascia inoltre presupporre che il prolungamento verso Nord-Ovest di questa strada secondaria non andasse a terminare sul fiume, ma che proseguisse con un ponte lapideo o ligneo o tramite un sistema di traghetti, proprio in corrispondenza dell'attuale ponte di Castelvecchio. In questo modo sarebbe stato possibile un più diretto collegamento tra le due aree suburbane situate sulle opposte sponde dell'Adige, ma soprattutto avrebbe consentito per la via Claudia Augusta, che arrivava dalla Valle dell'Adige, un percorso secondario rispetto a quello principale che prevedeva l'attraversamento presso il pons lapideus, evitando così l'ingresso in città.
L'arco venne demolito dai napoleonici nel 1805 e ricomposto solo nel 1932, non più nella sua sede originaria, dove avrebbe intralciato il traffico, ma in una piazzetta a breve distanza, di fianco a Castelvecchio. Il luogo in cui sorgeva originariamente l'arco è ancora individuabile grazie ad un rettangolo di marmo visibile sulla carreggiata della strada di fronte al castello.

### Struttura e decorazioni

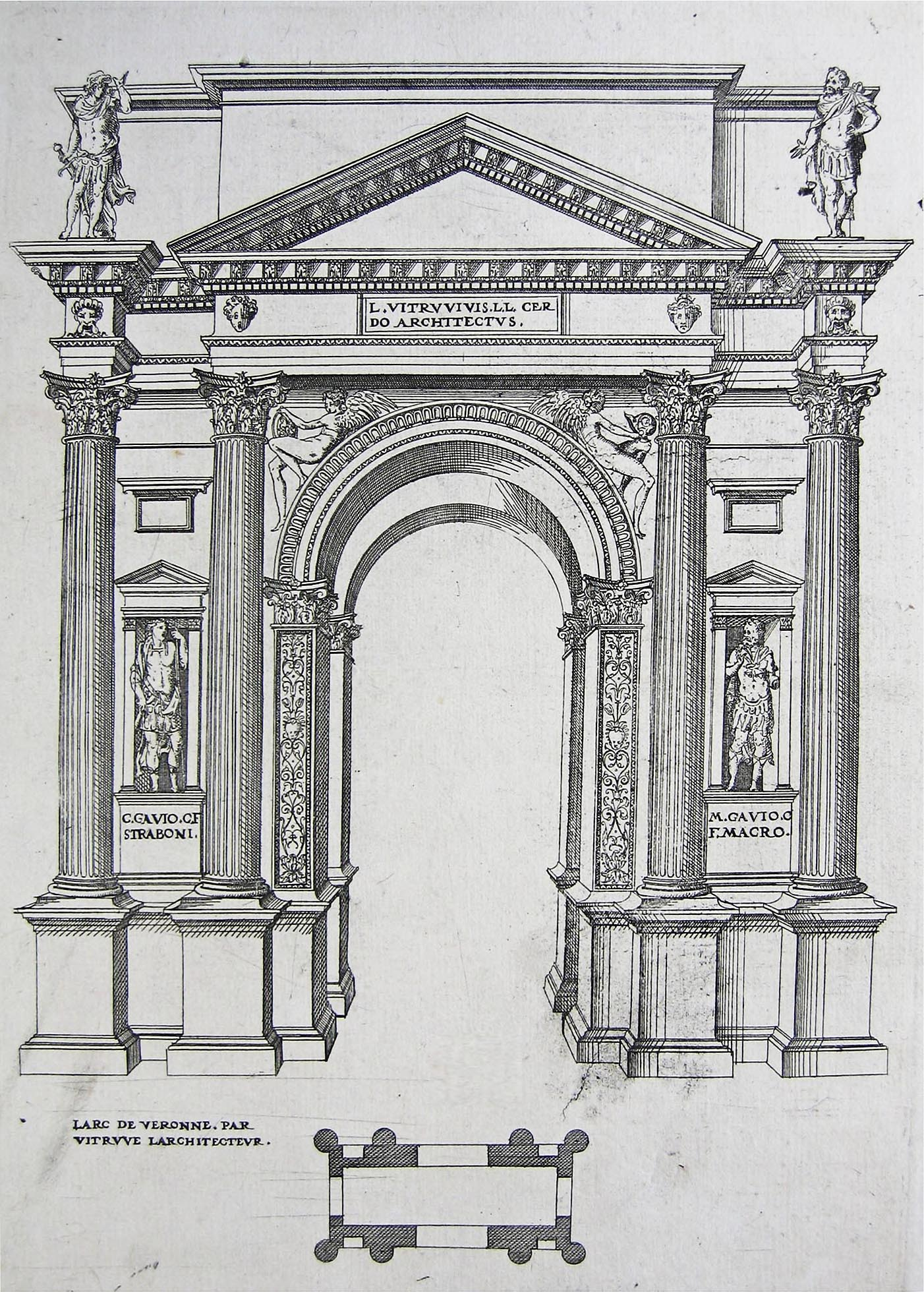
Ipotesi di come potesse essere decorato l'arco dei Gavi in un disegno del XVI secolo di Jacques Androuet du Cerceau

L'arco dei Gavi, caratterizzato da grande semplicità costruttiva, è un tetrapilo a pianta rettangolare con un fornice per lato, strutturato su due fronti principali. I quattro piloni hanno una forma rettangolare allungata e profili mistilinei, in quanto disegnati in funzione dei piedritti, delle colonne e dei paramenti murari.
Le fondazioni della struttura consistevano in quattro piloni in mattoni di laterizio allettati in spessi strati di malta di calce; questi piloni si allargavano in profondità per mezzo di riseghe fino a formare un'unica platea di fondazione. Il raccordo tra le fondazioni e i piloni soprastanti avveniva per via dell'euthynteria, ovvero di un basamento in blocchi di calcare, che non si differenziavano quindi dai blocchi utilizzati nel resto della struttura in elevato, né per materiale né per le dimensioni. L'euthynteria emergeva dal terreno per un terzo della sua altezza ed era quindi visibile.
I prospetti principali sono ripartiti in tre fasce verticali da quattro colonne corinzie quasi a giorno, poggianti su un piedistallo molto elevato. Le due colonne centrali, collegate dalla trabeazione e frontone soprastanti a formare una sorta di edicola, delimitano sui due lati il fornice principale, il quale è caratterizzato da un archivolto a tre fasce che poggia su due pilastri corinzi, decorati all'esterno da candelabre scolpite con motivi vegetali. Nelle due fasce più esterne della facciata principale si trovano invece due nicchie alte e strette: queste, alte 2,50 metri, larghe 0,98 metri e profonde 0,68 metri, sono caratterizzate da un alto piedistallo e da un frontone triangolare. Al di sopra, anche se molto consumate, si possono ancora scorgere due cartelle con mensola. Infine queste due partizioni esterne erano chiuse in alto da fasce decorate comprese tra i capitelli, forse con doppio festone a rilievo, purtroppo andati perduti.
I due lati minori sono a loro volta incorniciati dalle colonne esterne dei lati maggiori, in quanto esse sono poste sugli angoli della struttura e si affacciano su entrambi i prospetti. Mentre la quasi totalità degli archi romani mostrano sul lato una facciata cieca, in questo caso è presente un fornice minore costituito da un archivolto a due fasce che si imposta su una semplice piedritto. Sopra il fornice alleggerisce ulteriormente la costruzione una finestra contornata da una modanatura semplice.

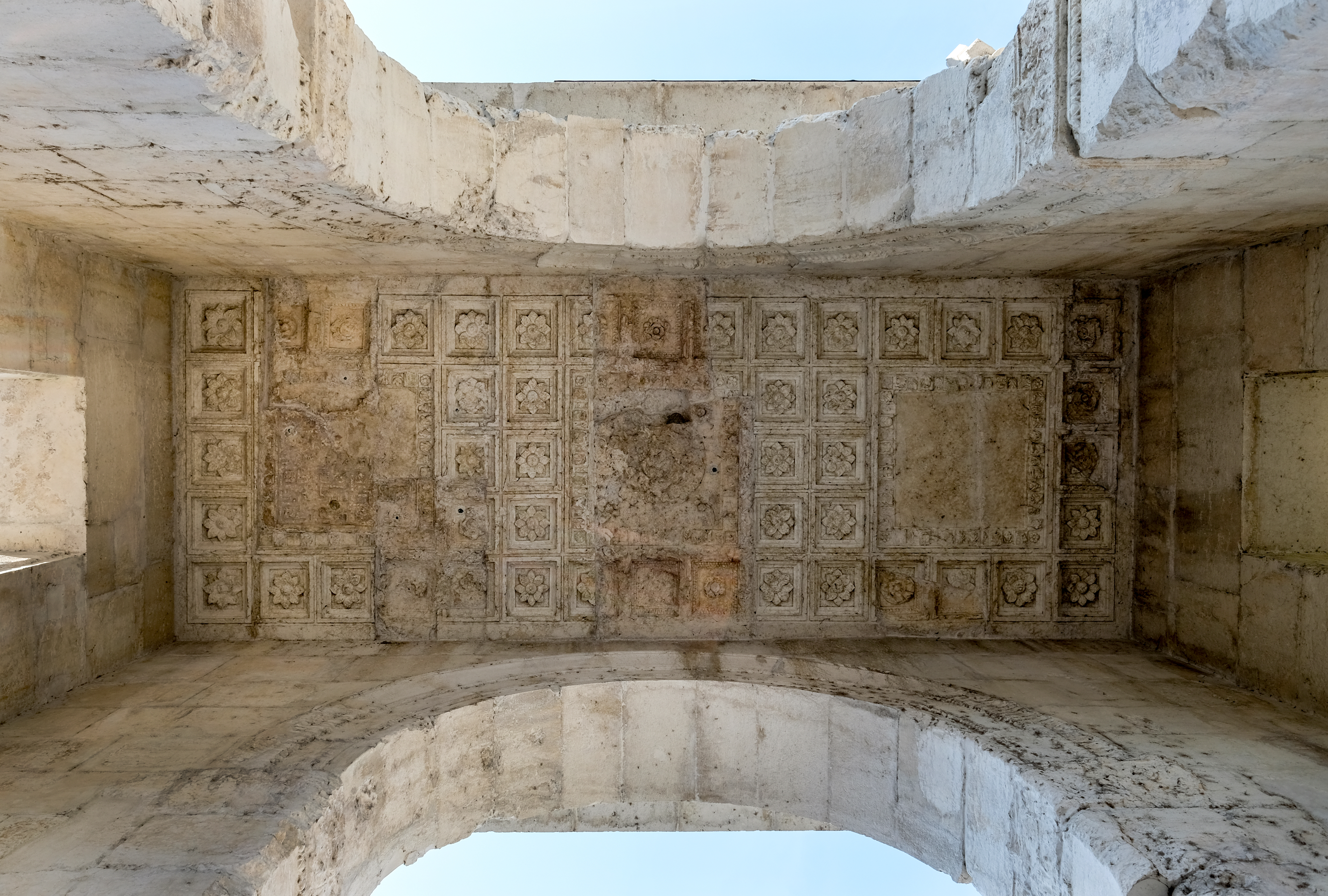
Il soffitto decorato a cassettoni

L'interno dell'arco ha un soffitto piano a cassettoni, non è quindi presente la conclusione a volta a botte tipica degli archi romani, tanto che si può pensare a una contaminazione delle forme di un tetrapylon ellenistico con il classico arco romano. Uno dei lacunari meglio conservati è ornato al centro da un clipeo con viso di Gorgone circondato da quattro rosoni, il tutto racchiuso da un giro di mensoline. Il monumento romano è quindi caratterizzato da un aspetto ricco, determinato dalla presenza di questo cassettonato lapideo, ma anche dalla natura dell'ordine corinzio e la varietà di frontoni, i cui timpani un tempo erano coronati da una bassa decorazione metallica, e infine dalla presenza di pilastri a candelabre, archivolti ornati, mensole e festoni. Nelle quattro nicchie inoltre erano presenti le statue dei personaggi della gens Gavia ricordati nelle iscrizioni incise sotto le nicchie stesse. Proporzioni, motivi architettonici, elementi figurati e decorativi concorrevano nel loro insieme a dare all'arco un aspetto di slanciata eleganza e di misurata varietà e ricchezza.
Il monumento possiede un'altezza di 12,69 metri, una lunghezza di 10,96 metri dei lati maggiori e di 6,02 metri di quelli minori. Il fornice maggiore, che ha una luce di 8,40 x 3,48 metri, consentiva il passaggio della via Postumia, mentre sotto quello minore, che ha una luce di 5,50 x 2,65 metri, si diramava un percorso secondario diretto al fiume, dove la strada attraversava l'Adige all'incirca in corrispondenza del ponte di Castelvecchio.

### Tecnica costruttiva

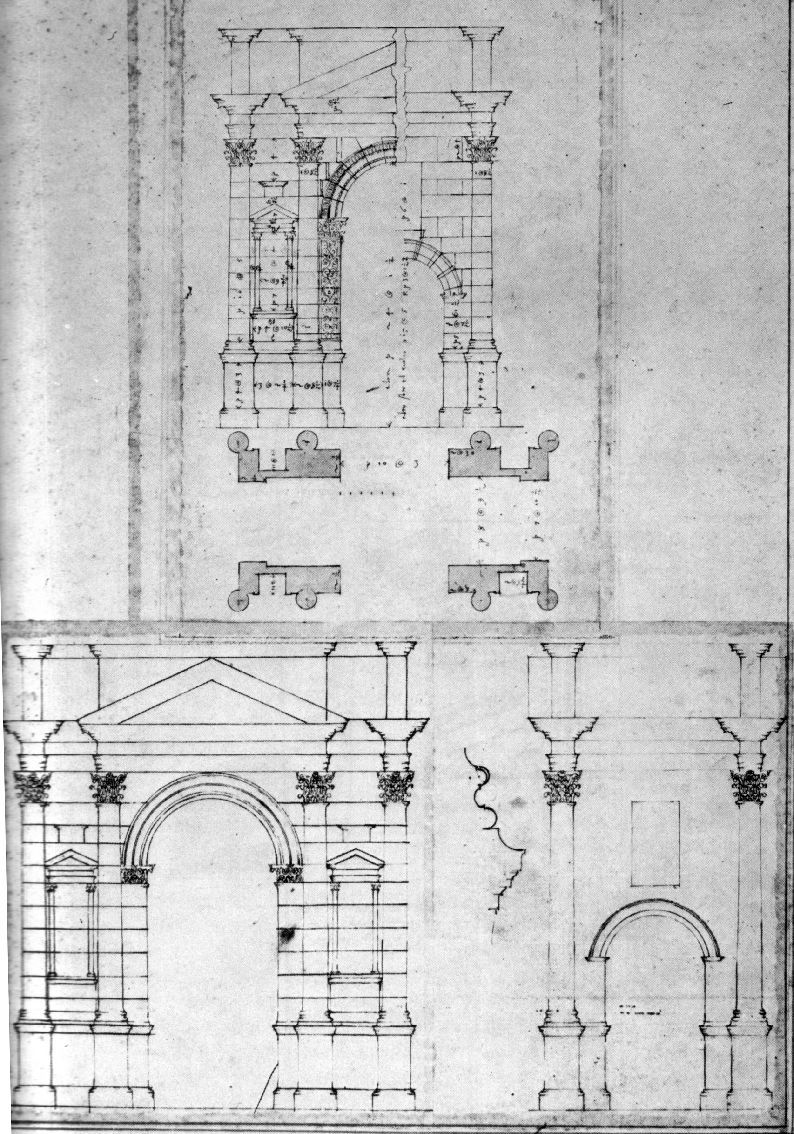
Semiprospetti, prospetti e dettagli dell'arco dei Gavi, disegnati da Andrea Palladio

Il monumento venne costruito in blocchi di pietra calcarea bianca veronese, probabilmente proveniente dalle cave della vicina Valpantena, accuratamente squadrati e sovrapposti in corsi regolari. Esso è quindi stato realizzato tramite la tecnica costruttiva dell'opera quadrata isodoma, dove la funzione statica è assolta dalle quattro pareti alleggerite dei quattro fornici centrali, mentre le colonne in ordine corinzio hanno una funzione più decorativa che propriamente statica.
I piedistalli sono composti da quattro filari di blocchi squadrati (un filare per la base, due per il cuore del piedistallo e uno per la cornice conclusiva), mentre la parte centrale, che corrisponde all'altezza delle colonne, è composta da undici corsi, infine tre sono quelli che compongono la trabeazione. Non si conosce invece il numero di filari che componevano il coronamento della struttura, in quanto i blocchi originali sono andati perduti e quelli oggi presenti sono stati aggiunti durante i lavori di ricomposizione e restauro del monumento, sulla base di rilievi antichi. Questi corsi di pietra variano leggermente di dimensioni gli uni rispetto agli altri, tuttavia ogni filare mantiene la stessa altezza per tutta il perimetro della struttura. Solo alcuni elementi decorativi la cui lavorazione era più complicata, in particolare i capitelli delle colonne, i capitelli dei pilastri dei fornici principali e le cartelle a mensola, sono stati ottenuti da blocchi unici.
Le colonne corinzie aderiscono per un quarto della sezione alle pareti della struttura. I vari rocchi sono alternativamente isolati oppure ricavati nello stesso blocco che compone la parete, formando così un insieme molto solido. I singoli rocchi erano legati verticalmente tra di loro da perni di vario tipo e orizzontalmente, con la parete, tramite grappe metalliche di sezione quadrata di 2 centimetri e lunghe 18 centimetri. Altri dettagli decorativi minori furono infine completati dopo che i blocchi furono posti in opera.
La tecnica costruttiva utilizzata per la costruzione dell'arco rivela quindi una evidente corrispondenza tra le forme architettoniche e decorative e la precisa esecuzione tecnica, ogni dettaglio fu quindi predeterminato dall'architetto stesso, come dimostra anche la presenza di siglature sulla maggioranza dei blocchi che compongono la struttura, le quali hanno consentito la precisa ubicazione dei singoli blocchi nel corpo della struttura durante il cantiere di costruzione. Queste sigle furono rilevate sulle facce nascoste dei blocchi lapidei dall'architetto Barbieri nel 1812, a seguito della demolizione dell'arco da parte dei francesi. Il meticoloso lavoro di rilievo dell'architetto veronese ci porta a conoscenza di un numero abbastanza limitato di sigle poste sui blocchi che formano il piedistallo e la trabeazione, in parte perdute forse a causa di vari fenomeni di degrado che nel corso dei secoli le hanno erose, mentre il gran numero di sigle rilevate sul corpo centrale permettono addirittura di comprendere la logica che sottende questo sistema di cifratura. Gli undici corsi di pietra che compongono l'alzato erano distinti ciascuno da una lettera dell'alfabeto, pur con delle variazioni: A e B erano infatti sostituite, forse per comodità di incisione, dalla lettera X; la lettera C era incisa orizzontalmente per distinguerla meglio dalla G; così anche la lettera I, incisa orizzontalmente per distinguerla invece dal numero 1. Ogni singolo corso era a sua volta cifrato con una serie di numeri. A sé stante rispetto a questo sistema era invece la numerazione dei conci degli archivolti dei fornici principali e secondari. Mediante la lettera e il numero era così possibile individuare con precisione il posto di ciascun blocco all'interno della fabrica.

### Stato di conservazione e restauro

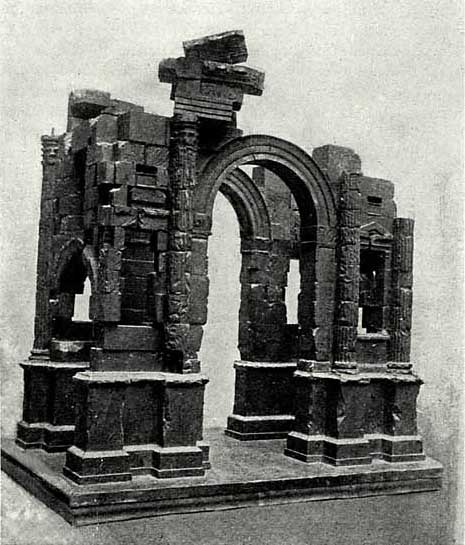
Modello in legno dell'arco dei Gavi, realizzato nel 1812 dal Sughi sui disegni dell'architetto veronese Giuseppe Barbieri

Nel 1931 i lavori di restauro furono autorizzati da Ministero e seguiti l'anno successivo da Antonio Avena e Carlo Anti, rispettivamente direttore artistico e consulente archeologico, mentre direttori lavori furono gli ingegneri Zordan e Tromba. Il progetto scelto fu quello di ricomposizione del monumento nella piazzetta in cui si trova ancora oggi, attraverso un restauro per anastilosi e reintegrazione, supportato dai numerosi rilievi effettuati precedentemente, dall'antico sistema di siglatura dei blocchi e delle tracce delle grappe. Per completare l'arco degli elementi che erano ormai stati perduti, si decise di reintegrarlo tramite blocchi di pietra analoghi a quelli precedenti per forma e materiale, ma trattando le superfici con una leggera martellinatura e riproducendo gli elementi decorativi in forme semplificate. Per l'attico la tecnica eseguita fu leggermente diversa, in quanto le superfici furono trattate con una martellina di dimensioni maggiori e le cornici furono solo profilate, in modo da far apparire la parte superiore del monumento, che era stata quasi integralmente ricostruita, come sbozzata e non finita, cosicché fosse più semplice individuare la sua diversa natura. Infatti dell'attico non erano rimasti abbastanza elementi originari per poterne precisarne forma e proporzioni ed Ettore Fagiuoli, che lo progettò, dovette prendere a modello i rilievi restituiti da Andrea Palladio, da Giuseppe Barbieri e da Carlo Ederle. L'aspetto finale, vista la rigorosa metodologia adottata, non si discosta molto da quello primitivo.

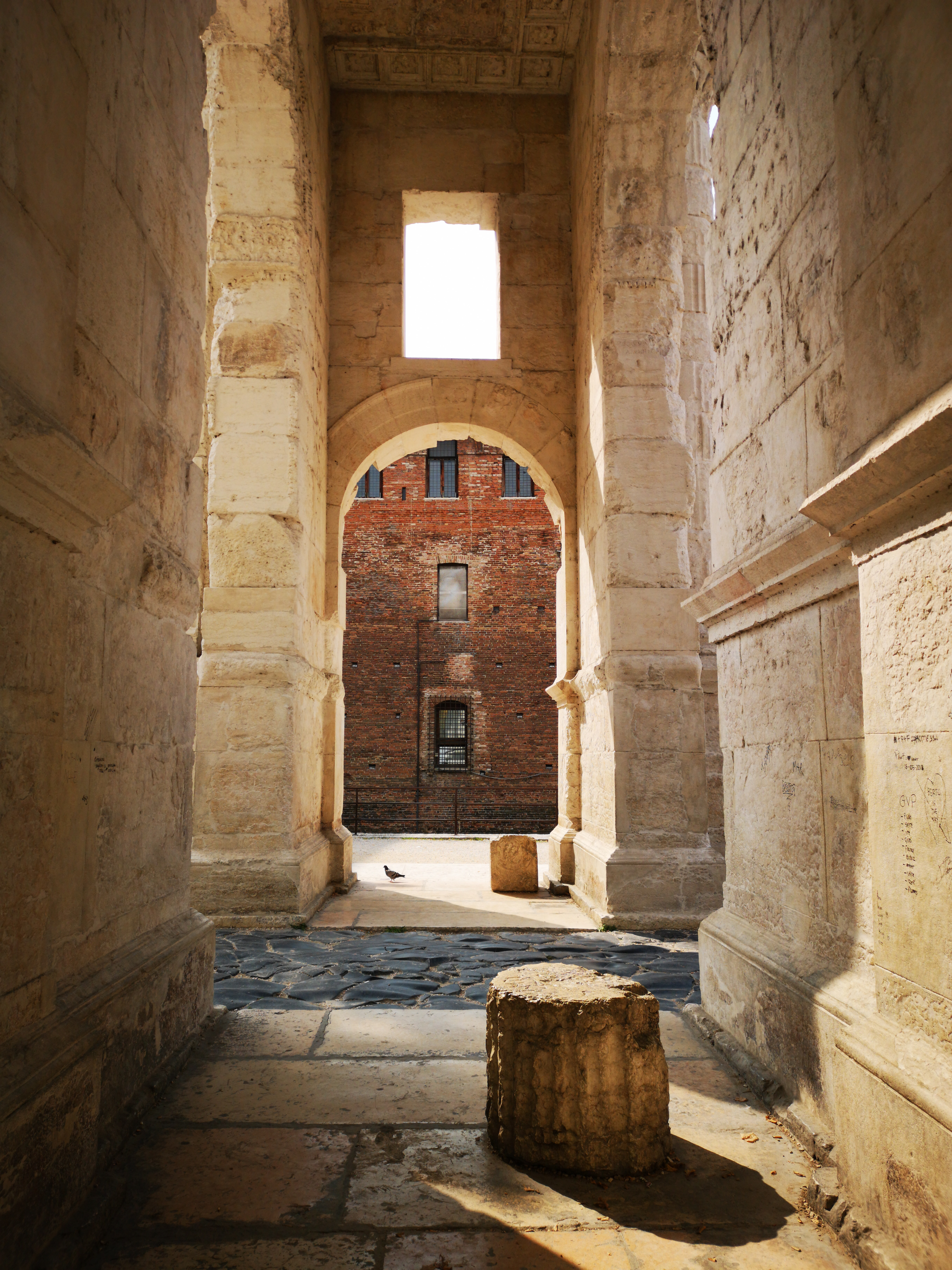
Fotografia dell'interno del monumento, in asse con il fornice minore

La ricostruzione in una sede diversa dall'originaria comportò purtroppo la demolizione di una parte della domus di Castelvecchio per realizzare le nuove fondazioni in calcestruzzo. L'elevato venne consolidato mediante l'utilizzo di chiavi di ferro dove non fu possibile reimpiegare le grappe antiche, mentre per la copertura si optò per la realizzazione di una soletta di cemento armato resa impermeabile tramite un manto di asfalto. Alla base del monumento venne infine ricomposto un tratto di strada romana in basoli.
Il prospetto meridionale della struttura originale romana, posto verso corso Cavour e corrispondente a quello a foro, è quello che è pervenuto a noi più integro. Si sono infatti conservati buona parte del piedistallo, dove però la cornice terminale, specialmente all'esterno, è molto deteriorata, e del corpo mediano, dove tuttavia le colonne hanno subito gravi perdite: di quella sinistra rimane solo una parte della base; quella mediana di sinistra ha invece perso la base ma conserva il fusto, dove però le scanalature sono molto erose, e il capitello, che è sostanzialmente privo della decorazione; la mediana destra conserva ancora integri sia la base che il fusto; infine la colonna angolare di destra conserva alcuni rocchi molto erosi e solo una parte della base. Nel paramento intercolumnio di destra si conservano l'epigrafe alla base della nicchia, il pilastrino destro con capitello e la trabeazione della nicchia stessa, oltre che il cartiglio privo però della mensola. Tutti questi elementi sono invece molto erosi, se non addirittura mancanti, nell'intercolumnio di sinistra. Nel fornice sono molto erosi e di difficile lettura la chiave di volta con i due conci contigui e parte la decorazione del piedritto sinistro. Nella parte sommitale rimangono pochi frammenti di architrave (posti sopra l'intercolumnio dei due piloni), esigui resti del fregio con alcune lettere incise, e un segmento molto danneggiato della cornice e del frontone.
La facciata che oggi guarda l'Adige e che in origine era rivolta ad agro, è invece meno conservata. In questo caso, infatti, il piedistallo è in gran parte restaurato, mentre nel corpo mediano solamente la colonna mediana di destra ha il fusto quasi completamente costituito da rocchi originali, anche se le scanalature e la base sono molto danneggiate. Della colonna angolare destra rimane invece una parte della base, alcuni elementi del fusto e il capitello, sempre molto eroso. In questa facciata entrambe le tabelle contengono l'iscrizione, inoltre nella nicchia di destra sono in buono stato sia il pilastrino sinistro, che la trabeazione e il frontone. Inoltre si conservano quasi tutti i blocchi che costituiscono i due paramenti intercolumni. Nel fornice i piedritti conservano i blocchi originali ma sono molto danneggiati e gran parte delle decorazioni sono andate perdute, così come i capitelli, mentre dell'archivolto rimangono solo tre conci originali.
Nella facciata minore orientale sono originali alcuni blocchi della parete, un tratto della cornice della finestra ed alcuni conci dell'archivolto, mentre nella facciata minore occidentale rimangono entrambi i blocchi di imposta dell'archivolto e sei dei suoi conci, oltre a parte dell'architrave della finestra. Infine, delle tre grandi lastre che componevano il soffitto sono pervenuti alcuni frammenti con le relative decorazioni.

### Esplicative
1. ↑  C(AIO) GAVIO C(AI) F(ILIO) STRABONI / M(ARCO) GAVIO C(AI) F(ILIO) MACRO / GAVIAE M(ARCI) F(ILIAE). In CIL V, 3464.
2. ↑  Il prenome del noto architetto Vitruvio non è certo e viene variamente determinato in Lucio, in Aulo o in Marco, anche se quest'ultimo è quello che compare più spesso nei codici. In  Francesco Pellati, Vitruvio, in Enciclopedia Italiana, Roma, Istituto dell'Enciclopedia Italiana, 1937.
3. ↑  Oltre ai ponti Postumio e Pietra, che obbligavano all'ingresso in città, è stato ipotizzato l'esistenza di questo ponte in prossimità dell'arco dei Gavi e di un secondo ponte ligneo in prossimità dell'odierno ponte Navi, poco fuori da porta Leoni. Tramite questi ultimi due era quindi possibile aggirare la città tramite alcune strade di raccordo, che poi riconfluivano nella via Postumia, nella via Gallica, nella via Claudia Augusta e nel vicus Veronensium. In Bolla, pp. 68–69.
4. ↑  La colonne sporgono dalla parete per tre quarti della loro sezione. In Anti, p. 124.
5. ↑  Durante uno scavo archeologico effettuato tra il 2011 e il 2013 si scoprì che nel 1932 si operò un taglio con mezzo meccanico per poter successivamente gettare le nuove fondazioni dell'arco, tuttavia in questo modo vennero letteralmente tagliate alcune strutture di epoca romana e medievale. In Manasse, Pelucchini e Rinaldi, p. 111.

### Bibliografiche
1. 1 2 3 4  Cavalieri Manasse, p. 57.
2. 1 2  De Aloe, p. 58.
3. ↑  Cavalieri Manasse, p. 59.
4. ↑  Buchi e Cavalieri Manasse, p. 34.
5. 1 2  Anti, p. 133.
6. ↑  Cavalieri Manasse, pp. 58–59.
7. 1 2 3 4  Tosi, p. 5.
8. 1 2  Beschi, p. 433.
9. 1 2 3  Bertolazzi, p. 53.
10. 1 2 3  Bolla, p. 77.
11. 1 2 3 4  Anti, p. 124.
12. ↑  Bertolazzi, pp. 53–54.
13. ↑  Bertolazzi, pp. 54–55.
14. 1 2  Notiziario della Banca Popolare di Verona, Verona, 1991, n. 4.
15. 1 2 3 4  Longo, Mazzucco e Rodella.
16. ↑  Anti, pp. 132–133.
17. 1 2  Anti, p. 132.
18. ↑  CIL V, 3464.
19. ↑  Tosi, pp. 85–86.
20. ↑  Beschi, pp. 434–435.
21. 1 2  Tosi, p. 85.
22. ↑  Bolla, p. 76.
23. ↑  Puppi, pp. 60–64.
24. ↑  Bolla, p. 78.
25. ↑  Tosi, p. 9.
26. ↑  Tosi, p. 10.
27. ↑  Tosi, p. 11.
28. 1 2  Puppi, p. 60.
29. ↑  De Aloe, p. 57.
30. ↑  Tosi, p. 1.
31. ↑  Tosi, p. 15.
32. 1 2  Anti, p. 126.
33. ↑  Cavalieri Manasse, pp. 57–58.
34. ↑  Anti, pp. 126–128.
35. ↑  Anti, p. 128.
36. ↑  Beschi, p. 438.
37. ↑  Anti, pp. 128–130.
38. 1 2  Bertolazzi, p. 54.
39. 1 2 3  Tosi, pp. 3–4.
40. ↑  Tosi, pp. 2–3.
41. 1 2  Tosi, p. 3.